# EP u amaterskom boksu 1983.
25. Europsko prvenstvo u amaterskom boksu 1983. se održalo od 7. – 15. svibnja 1983. u bugarskom gradu Varni.
Boksači su se borili za odličja u dvanaest težinskih kategorija. Sudjelovalo je 149 boksača iz 19 država.
Boksači iz SSSR-a su osvojili 8 naslova prvaka, a Bugarske 3 naslova prvaka, a Italije 1 naslov prvaka.
| Kategorija            | zlato              | srebro            | bronca                                 |
| papir (-48 kg)        | Ismail Mustafov    | Salvatore Todisco | Bejbut Ješanov Mustafa Genç            |
| muha (-51 kg)         | Petar Lesov        | János Váradi      | Constantin Titoiu Rašit Kabirov        |
| bantam (-54 kg)       | Jurij Aleksandrov  | Sami Buzoli       | Klaus-Dieter Kirchstein Pavel Madura   |
| pero (-57 kg)         | Serik Nurkazov     | Plamen Kamburov   | Róbert Gönczi Frank Rauschning         |
| laka (-60 kg)         | Emil Čuprenski     | Carlo Russolillo  | Tibor Puha Wiktor Demianienko          |
| poluvelter (-63,5 kg) | Vasilij Šišov      | Mirko Puzović     | Siegfried Mehnert Jordan Lesov         |
| velter (-67 kg)       | Petr Galkin        | Luciano Bruno     | Mihai Ciubotaru Kieran Joyce           |
| polusrednja (-71 kg)  | Valerij Laptev     | Ralf Hunger       | Mihail Takov Gheorghe Simion           |
| srednja (-75 kg)      | Vladimir Meljnik   | Doru Maricescu    | Henry Maske Nusret Redžepi             |
| poluteška (-81 kg)    | Vitalij Kočanovski | Paweł Skrzecz     | Pero Tadić Eyüp Çiftçi                 |
| teška (-91 kg)        | Aleksandr Jagubkin | Gyula Alvics      | Grzegorz Skrzecz Paul Golumbeanu       |
| superteška (+91 kg)   | Francesco Damiani  | Ulli Kaden        | Aleksandr Mirošničenko Petar Stojmenov |

## Vanjske poveznice
- Sports123  Arhivirana inačica izvorne stranice od 22. kolovoza 2005. (Wayback Machine)
- EABA
- EP 1983.